# Crystal Palace Football Club (1861)
O Crystal Palace F.C. foi um clube de futebol amador, fundado perto de 1861, e muitos de seus jogadores originais eram membros do Crystal Palace Cricket Club fundado em 1857. Mais tarde, jogadores notáveis juntaram-se como Cuthbert Ottaway.
Os Palatians foram um dos 12 membros fundadores da Football Association. O clube foi modestamente bem-sucedido na era pré-Football League e participou da primeira FA Cup, alcançando as semifinais onde foram eliminados pelo Royal Engineers. O time participou da FA Cup nas 4 próximas edições, mas sem sucesso nenhum.
Não há ligação nenhuma entre este clube e o atual Crystal Palace Football Club, que foi fundado em 1905.
A FA disse ao The Times em abril de 2022: "Entre esses historiadores, o amplo consenso é que não há uma ligação clara, substancial e contínua do clube Crystal Palace fundado em 1861 ao fundado em 1905. Portanto, continuaremos a reconhecer as datas de fundação de 1861 e 1905 dos clubes denominados Crystal Palace."

## Jogadores notáveis
Quatro jogadores já apareceram pela seleção inglesa:
- Charles Chenery (Atacante) (3 jogos)
- Alexander Morten (Goleiro)
- Arthur Savage (Goleiro)
- Charles Eastlake Smith (Atacante)